# Lebanon (Dacota do Sul)
Lebanon é uma cidade  localizada no estado norte-americano de Dacota do Sul, no Condado de Potter.

## Demografia
Segundo o censo norte-americano de 2000, a sua população era de 86 habitantes.
Em 2006, foi estimada uma população de 75, um decréscimo de 11 (-12.8%).

## Geografia
De acordo com o United States Census Bureau tem uma área de
1,4 km², dos quais 1,4 km² cobertos por terra e 0,0 km² cobertos por água.

## Localidades na vizinhança
O diagrama seguinte representa as localidades num raio de 28 km ao redor de Lebanon.